# Perry Duke Maxwell
Perry Duke Maxwell (* 13. Juni 1879 in Princeton, Kentucky; † 15. November 1952 in Tulsa) war ein amerikanischer Golfarchitekt und Hauptvertreter des Goldenen Zeitalters der Golfarchitektur.

## Leben und Werk
Perry Maxwell studierte an der Universität von Kentucky und zog 1897 in das Gebiet des heutigen Oklahoma, um sich von einer Tuberkuloseinfektion zu erholen. Dort machte er Karriere im Bankensektor und nahm 1909 den Golfsport auf. Seine Frau hatte die Idee, um ihr Haus herum einen Golfplatz zu bauen. Diese Idee wurde ab 1914 verwirklicht und später entwickelte sich daraus der Dornick Hills Golf Club. Als seine Frau 1919 starb, beschloss Maxwell den Beruf als Banker aufzugeben und stattdessen eine Karriere als Golfarchitekt anzustreben.
Maxwells erster Schritt auf diesem Weg war eine einjährige Studienreise u. a. nach Schottland, wo er Alister MacKenzie kennenlernte, der gerade die Open Championship 1921 in St Andrews vorbereitete. Nach seiner Rückkehr etablierte sich Maxwell im mittleren Westen und Süden der USA, aus dieser Periode stammen u. a. Dornick Hills (Erweiterung 1923), Muskogee (1924), Twin Hills (1926), Old Town (1928) und Oklahoma City G&CC (1930). Neben den schottischen Linksplätzen nahm er dabei hauptsächlich Charles Blair Macdonald und dessen „Template Design“ zum Vorbild. Maxwell war der erste, der in Oklahoma auf Gras basierende Grüns baute; bis dato gab es aufgrund des trockenen Klimas nur Sandgrüns.
Als Alister MacKenzie in die neue Welt übersiedelte, konnte Maxwell ihm seinen ersten Auftrag vermitteln und in der Folge als Partner des Schotten an den Weltklasselayouts University of Michigan (1931) und Crystal Downs (1933) mitarbeiten. Maxwells eigener, bis dato recht geradliniger Stil verschob sich durch MacKenzies Einfluss nachhaltig in Richtung Flair und Drama. Seine beiden Meisterwerke Southern Hills (1935) und Prairie Dunes (1937) stehen dann auch in dieser Tradition und werden allgemein als letzte Entwürfe des goldenen Zeitalters angesehen. Allerdings arbeitete Perry Maxwell, nach dem Zweiten Weltkrieg unterstützt durch seinen Sohn James Press Maxwell, bis in die 1950er Jahre an diversen Plätzen.
Seine Spezialität waren Grüns mit heftigen inneren Konturen, die alsbald „Maxwell Rolls“ genannt wurden. Nicht zuletzt aufgrund dieses Talents wurde er zur Renovierung einiger berühmter Plätze herangezogen, so etwa Pine Valley (1933), Augusta National (1937), Merion (1939) und auf Long Island Maidstone und die National Golf Links of America. Insgesamt kam Perry Maxwell auf etwa 70 neue Plätze und 50 Überarbeitungen.